# Torneo de Róterdam 2017
El ABN AMRO World Tennis Tournament 2017 es un evento de tenis ATP World Tour de la serie 500, que se disputó en Róterdam (Países Bajos) en el estadio Ahoy entre el 13 y el 19 de febrero de 2017.

## Distribución de puntos
| Modalidad            | Campeón | Finalista | Semifinales | Cuartos de final | 2.ª ronda | 1.ª ronda | Clasificados | 2.ª ronda de clasificación | 1.ª ronda de clasificación |
| Individual masculino | 500     | 330       | 200         | 100              | 50        | 0         | 25           | 13                         | 0                          |
| Dobles masculino     | 500     | 300       | 180         | 90               | –         | –         | 45           | 25                         | 0                          |

## Cabezas de serie

### Individual
| Tenista            | Ranking | Preclasificado |
| Marin Čilić        | 7       | 1              |
| Dominic Thiem      | 8       | 2              |
| David Goffin       | 11      | 3              |
| Tomáš Berdych      | 12      | 4              |
| Grigor Dimitrov    | 13      | 5              |
| Jo-Wilfried Tsonga | 14      | 6              |
| Roberto Bautista   | 16      | 7              |
| Lucas Pouille      | 17      | 8              |

- Ranking del 6 de febrero de 2016

### Dobles
| Tenista                             | Ranking | Preclasificado |
| Pierre-Hugues Herbert Nicolas Mahut | 3       | 1              |
| Feliciano López Marc López          | 23      | 1              |
| Łukasz Kubot Marcelo Melo           | 30      | 2              |
| Ivan Dodig Marcel Granollers        | 20      | 4              |

## Campeones

### Individuales masculino
Jo-Wilfried Tsonga venció a  David Goffin por 4-6, 6-4, 6-1

### Dobles masculino
Ivan Dodig /  Marcel Granollers vencieron a  Wesley Koolhof /  Matwé Middelkoop por 7-6(5), 6-3